# Zofia Nałkowska

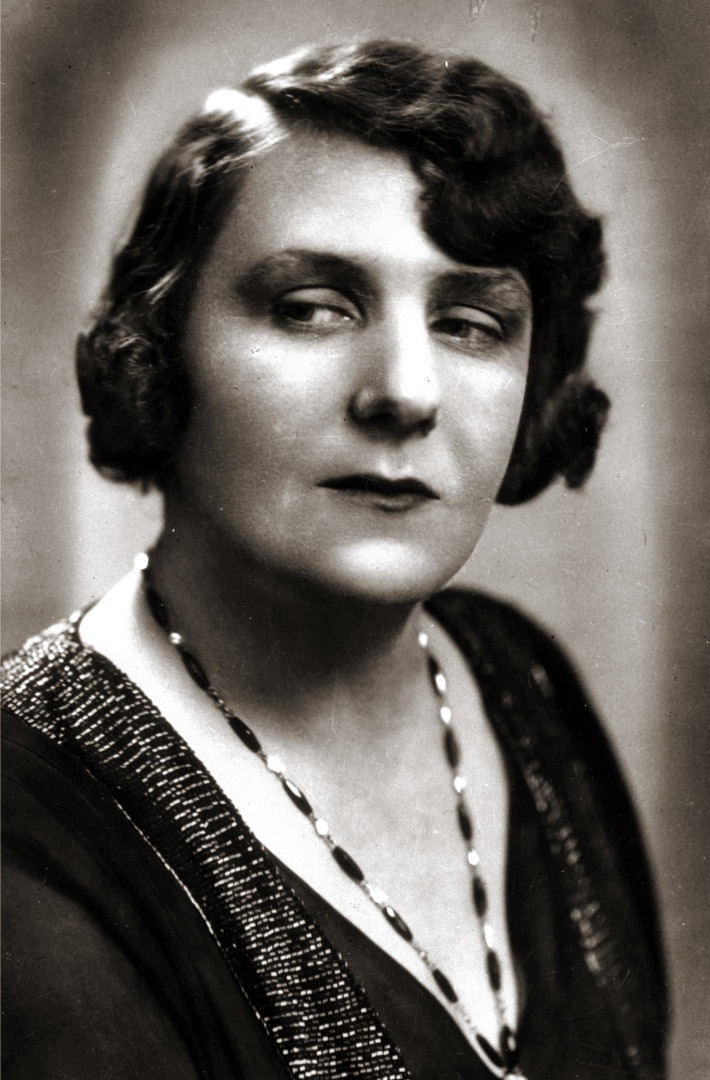
Zofia Nałkowska, vor 1932

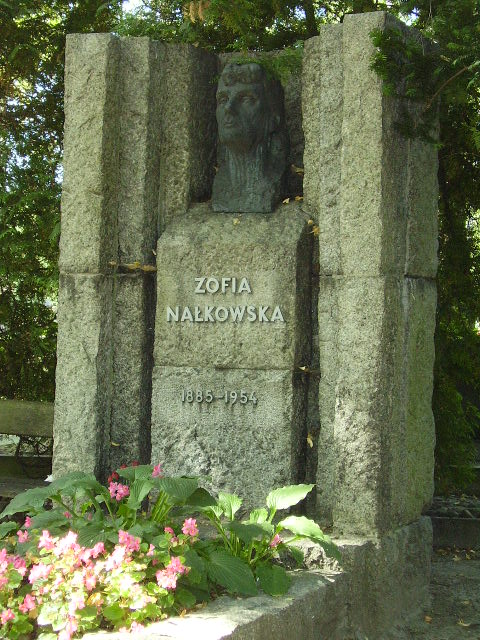
Grabstätte von Zofia Nałkowska

Zofia Nałkowska (geboren 10. November 1884 in Warschau, Russisches Kaiserreich; gestorben 17. Dezember 1954 ebenda) war eine polnische Schriftstellerin.

## Biografie
Zofia war die  Tochter des Geografen und Literaturkritikers Wacław Nałkowski. Sie beschäftigte sich bereits frühzeitig mit vom Sozialismus geprägten Literaturbewegungen. Sie selbst studierte Geschichte, Geografie, Ökonomie und Sprachwissenschaft an der sogenannten „Fliegenden Universität“ (Uniwersytet Latający), einer Bildungseinrichtung der Untergrundkultur während der Zugehörigkeit Polens zum Russischen Zarenreich.
Nach längeren Reisen mit ihrem Vater hatte sie mit dem Roman Frauen (Kobiety) ihr schriftstellerisches Debüt. Auch ihre folgenden Romane und Erzählungen beschäftigten sich mit dem Schicksal von Frauen und Feminismus.
Darüber hinaus waren ihre Werke vom Patriotismus sowie der Wiedererringung der Souveränität Polens am 11. November 1918 geprägt. 1933 gehörte sie zu den Gründungsmitgliedern der Polska Akademia Literatury. Außerdem war sie Mitglied des P.E.N., der Literarischen Gesellschaft Związek Literatów Polskich und von 1933 bis 1937 der Literaturgruppe „Zespół Literacki Przedmieście“. Aufgrund ihrer eigenen patriotischen Überzeugung traf sie der Einmarsch der deutschen Wehrmacht in Polen zu Beginn des Zweiten Weltkriegs am 1. September 1939 sowie die daraus resultierende erneute faktische „Teilung Polens“ besonders. Nałkowska galt während der Besatzungszeit als die Schriftstellerin des unabhängigen Polens.
Nach dem Ende des Zweiten Weltkriegs nahm sie als Mitglied einer Internationalen Untersuchungskommission zu den Verbrechen der Wehrmacht in Polen (Główna Komisja Badania Zbrodni Niemieckich w Polsce) an Besichtigungen von Konzentrationslagern teil und verarbeitete diese Erlebnisse über den Holocaust ebenfalls literarisch in ihrem Werk Medaillons (Medaliony), dem sie in einem Memento folgenden prägenden und vielzitierten Satz voranstellte: „Das haben Menschen Menschen angetan.“ (Taki los zgotowali ludzie ludziom).
Die direkt nach dem Krieg publizierte Prosasammlung von acht Kurzgeschichten und insgesamt 50 Druckseiten wurde umgekehrt proportional zu ihrem knappen Umfang zum literarischen Großereignis in Polen und gehörte bis heute zum obligatorischen Kanon der Schullektüre. Vor dem Hintergrund der darin detailliert geschilderten Grausamkeiten ist dies sicherlich keine Selbstverständlichkeit. Breysach nannte Medaillons vor dem Hintergrund der Tätigkeit von Nałkowska in der Untersuchungskommission, die die Texte überhaupt erst ermöglichte, „Dokumentar-Literatur“ und „nicht der realistischen Erzähltradition zuzurechnen“. Der Inhalt zielt auf Konfrontation und Schock, bricht somit mit der klassischen realistischen Erzähltradition des ausgehenden 19. und frühen 20. Jahrhundert, dem Nałkowska bis dato verbunden war. Darüber hinaus ist das Werk die erste literarische Form von Kritik an der polnischen Gesellschaft mit ihrer antisemitischen Tradition vor der Okkupationszeit.
Zwischen 1945 und 1947 war sie Mitglied des Nationalen Staatsrates, des Krajowa Rada Narodowa, unter dem Vorsitz von Bolesław Bierut und nach der gefälschten Sejmwahl in Polen 1947 bis 1952 Mitglied der Verfassungsgebenden Nationalversammlung (Sejm Ustawodawczy).
Jiří Kolář verarbeitete später einige ihrer Texte wie auch Ladislav Klíma in seinem Buch Im Geschlecht der Genor (Rod Genorův), dabei formte er sie in Verse und verband sie zu einer Geschichte, die von einer Frau handelt, die im Krieg während der Flucht erschossen wird.
Während sie in ihrem Heimatland stets zur literarischen Elite gehörte, blieb sie im deutschsprachigen Ausland – mit Ausnahme der DDR-Verlage, die einige ihrer Werke mehrfach übersetzten – weitgehend unbekannt. Erst in den späten 1990er Jahren änderte sich dies allmählich. Magdalena Marszałek untersuchte dabei das autobiographische Projekt der Autorin, die bereits seit frühester Jugend in Tagebuchaufzeichnungen eine akribische Selbstbetrachtung und Untersuchung ihres gesellschaftlichen Umfelds mit spezieller Wertung der Rolle der Frau unternahm. Zofia Nałkowska forderte nicht wie einige zeitgenössische Feministinnen eine Strategie der Übertretung von Geschlechtergrenzen, sondern deren Gegenteil; die „demonstrative und triumphale Affirmation der Weiblichkeit.“ So notierte Nałkowska bereits 1899 in ihr Tagebuch: „Der Mann kann ein erfülltes Leben führen, da in ihm ein Mann und ein Mensch zugleich lebt. (…) Für die Frau bleibt nur ein Bruchteil des Lebens übrig – sie muss entweder ein Mensch oder eine Frau sein.“
Der polnisch-jüdische Autor Bruno Schulz verdankte Zofia Nałkowska nach einem Besuch die entscheidende Förderung zur Veröffentlichung seines Debüt-Bandes von Erzählungen Die Zimtläden, indem sie sich nach dem ersten Gespräch höchstpersönlich für den Abdruck einsetzte.

## Werke
Novellen, Romane und Kurzgeschichten
- Kobiety. 1906.
- Książę. 1907.
- Rówieśnice. 1909.
- Narcyza. 1911.
- Noc podniebna. 1911.
- Węże i róże. 1914.
- Hrabia Emil. 1920.
- Na torfowiskach 1922. (erste unvollständige Version von Domu nad łąkami)
- Romans Teresy Hennert. 1923.
- Dom nad łąkami. 1925. (autobiografische Erzählung mit Beschreibung der Kindheit in Wołomin)
- Choucas. 1927.
- Niedobra miłość. 1928.
- Granica. 1935.
- Niecierpliwi. 1938.
- Kobieta Cmentarna. 1943/44. (In Die Friedhofsfrau verarbeitete die Autorin nahezu identisch Einträge ihres Tagebuches zur Zeit der Niederschlagung des Aufstandes im Warschauer Ghetto)[11]
- Węzły życia. 1948.
- Mój ojciec. 1953

Dramen
- Dom kobiet. 1930
- Dzień jego powrotu. 1931
- Renata Słuczańska. 1935 (Basierend auf der Novelle Niedobra miłość von 1928)

Sammlung von Kurzgeschichten, Erzählungen und Skizzen
- Koteczka czyli białe tulipany. 1909.
- Lustra. 1914.
- Między zwierzętami. 1915
- Tajemnice krwi. 1917.
- Charaktery. 1922.
- Małżeństwo. 1925.
- Księga o przyjaciołach. 1927. (zusammen mit Maria Jehanne Wielopolska)
- Ściany świata. 1931.
- Medaliony. 1946.
- Charaktery dawne i ostatnie. 1948.
- Widzenie bliskie i dalekie. 1957.

In deutscher Übersetzung
- Verhängnisvolle Liebe. Polnischer Roman. Deutsche Ausgabe von A. von Guttry. Schröder Verlag, Hamburg 1937.
- Medaillons. Aus dem Polnischen übersetzt von Henryk Bereska. Aufbau-Verlag, Berlin 1956.
- Ungute Liebe. Aus dem Polnischen (Niedobra miłość) übersetzt von Elske Däbritz, Rütten & Loening, Berlin 1958.
- Die Schranke. Aus dem Polnischen übersetzt von Caesar Rymarowicz. Verlag Volk und Welt, Berlin 1958.
  -  Die Schranke. Aus dem Polnischen übersetzt von Caesar Rymarowicz. Nachwort von Eberhard Dieckmann, Reclam, Leipzig 1966.
- Medaillons. Aus dem Polnischen übersetzt von Henryk Bereska. Suhrkamp, Frankfurt/am Main 1968.
- Landhaus mit Damen. Aus dem Polnischen (Dom kobiet) übersetzt von Christa Vogel, Kiepenheuer, Berlin 1977 (unverkäufliche Maschinenschrift eines Dramas, das niemals in den Buchhandel kam).
- Die Affäre der Teresa Hennert. Aus dem Polnischen übersetzt von Kurt Kelm, Reclam, Berlin 1989.
- Die Ungeduldigen. Aus dem Polnischen von Ursula Kiermeier, mit einem Nachwort von Włodzimierz Bolecki, Suhrkamp, Berlin 2000, ISBN 978-3-518-41139-1.
- Autobiografie (1929), in: Elga Kern (Hrsg.): Führende Frauen Europas, München 1999 [1928], S. 211–216.

## Rezeption

### Verfilmungen
- Haus der Frauen.[12] 1978, (Dom kobiet. 1930), Regie: Krzysztof Zanussi, vom Saarländischen Rundfunk Polen produziert.[13] Darsteller: Lina Carstens, Brigitte Horney, Eva Maria Meineke, Cordula Trantow, Joana Maria Gorvin und Karin Baal.
- Granica.[14] 1978. (Granica. 1935) Regie: Jan Rybkowski. Darsteller: Józef Fryzlewicz, Wladyslaw Hancza, Krystyna Janda, Zofia Jaroszewska, Slawomira Lozinska u. a. Produktionsfirma: Zespół Filmowy „Pryzmat“.